# ザクセン公ハインリヒ4世とカタリナ・フォン・メクレンブルクの肖像
『ザクセン公ハインリヒ4世とカタリナ・フォン・メクレンブルクの肖像』（英語: Portraits of Henry IV of Saxony and Catherine of Mecklenburg）は、ドイツのルネサンス期の巨匠ルーカス・クラナッハ (父) による1514年の肖像画の対作品である。現在はドイツのドレスデンにあるアルテ・マイスター絵画館に所蔵されている。
この作品はクラナッハの最初の公式の肖像画であり 、ザクセン公ハインリヒ4世と、妻であるカタリナ・フォン・メクレンブルクをほぼ等身大で描いている。本作は、最も初期の北ヨーロッパにおける全身像のうちの一点である。二人とも豪華な装飾の服と家族の紋章を想起させる装飾を身に着けている。
狩猟犬と一緒に描かれたハインリヒは、剣を抜くところを描かれている。カタリナの板絵には、クラナッハのイニシャル、絵画の制作年、画家の工房のシンボルである翼のあるヘビが描かれたカルトゥーシュがある。